# Lac Ellery
Pour les articles homonymes, voir Ellery.
Le lac Ellery (en anglais : Ellery Lake) est un lac américain du comté de Mono, en Californie. Il est situé à 2 852 mètres d'altitude dans la forêt nationale d'Inyo.